# SEW USOCOME
 (mars 2021).
SEW USOCOME est la filiale française du groupe allemand SEW-EURODRIVE, concepteur de solutions d’entraînement et d’automatisme.
Avec des solutions d’entraînement et d’automatisme, SEW USOCOME propose l'ensemble des éléments pour optimiser des applications de mouvement : moteur électrique, réducteur mécanique, motoréducteur, servomoteur, servoréducteur, convertisseur de fréquence, variateur de vitesse mécanique, variateur de vitesse électrique, bus de terrain, unité mécatronique et logiciel de paramétrage et d’automatisation.
« SEW » est l'acronyme de Süddeutsche ElektromotorenWerke et USOCOME celui de « usine d’organe de commande mécanique ».

## Implantation
L'entreprise possède des usines à  Haguenau, Brumath et  Forbach et des centres de support (appelés Drive Technology Center) et de service à Bordeaux, Lyon, Nantes et Paris.

## Historique
En 1959, SEW-Eurodrive installe sa filiale française, SEW-USOCOME, à Merkwiller-Pechelbronn en Alsace.
En 1960, SEW transfère la fabrication des réducteurs à Haguenau dans les locaux laissés vacants lorsque la Société Mécanique de Haguenau (filiale de Peugeot) ferme ses portes.
En 1962, le siège social est transféré de Merkwiller-Pechelbronn à Haguenau à la suite de la fermeture d'une usine du groupe Boussac SA implantée sur le même terrain.
En 1970, est construit un Drive Technology Center à Verneuil-l'Étang (Seine-et-Marne), en région parisienne.
En 1991, un deuxième Drive Technology Center est créé à Pessac (Gironde), près de Bordeaux.
En 1992, est créée l'usine de SEW-Usocome Forbach. Ce site de 38 000 m2 est destiné à étendre les capacités de production de SEW en France. Cette établissement compte environ 500 employés.
En 2002, un Drive Technology Center est mis en service à Vaulx-en-Velin (Rhône) près de Lyon. En 2009, un autre ouvre à Le Bignon (Loire-Atlantique) près de Nantes.
En 2015, une nouvelle usine 4.0 est inaugurée à Brumath (Bas-Rhin). Ce site de 32 150 m2 accueille la nouvelle chaîne de montage des produits de l'entreprise ainsi que sa logistique,. Son agrandissement est annoncé en 2021 : une extension de 24 000 m2 doit être achevée en 2024.
En 2016, déménagement de Drive Technology Center de Vaulx-en-Velin (Rhône) à Vaulx-Milieu (Isère). Ce centre de 3 560 m2 est destiné à accueillir le montage rapide et le service après-vente de systèmes d’entraînement de grande taille dont les réducteurs industriels.

## Projet de recherche efeuCampus
SEW est partenaire du futur projet de logistique urbaine et autonome du fret, EfeuCampus à Bruchsal, qui est financé par Union européenne et le Land du Bade-Wurtemberg. SEW est responsable de la recherche et du développement des véhicules de livraison autonomes et de l'infrastructure technique. SEW est responsable des systèmes de charge par induction électromagnétique , des véhicules électrifiés, du développement d'une infrastructure de communication 5G et de la livraison de colis et de produits recyclables à destination et en provenance des résidents de la zone de test. L'objectif du projet est de transférer des solutions innovantes de l'usine moderne à la logistique urbaine.

## Groupements industriels
- Membre de l'Artema, syndicat des industriels de la mécatronique
- Membre du Gimélec, groupement des Industries de l'Équipement Électrique, du Contrôle-Commande et des Services associés